# La Femme des sables
Pour plus de détails, voir Fiche technique et Distribution.
La Femme des sables (砂の女, Suna no onna) ou La Femme des dunes est un film japonais réalisé par Hiroshi Teshigahara et sorti en 1964. Il est inspiré du roman de Kōbō Abe.

## Synopsis

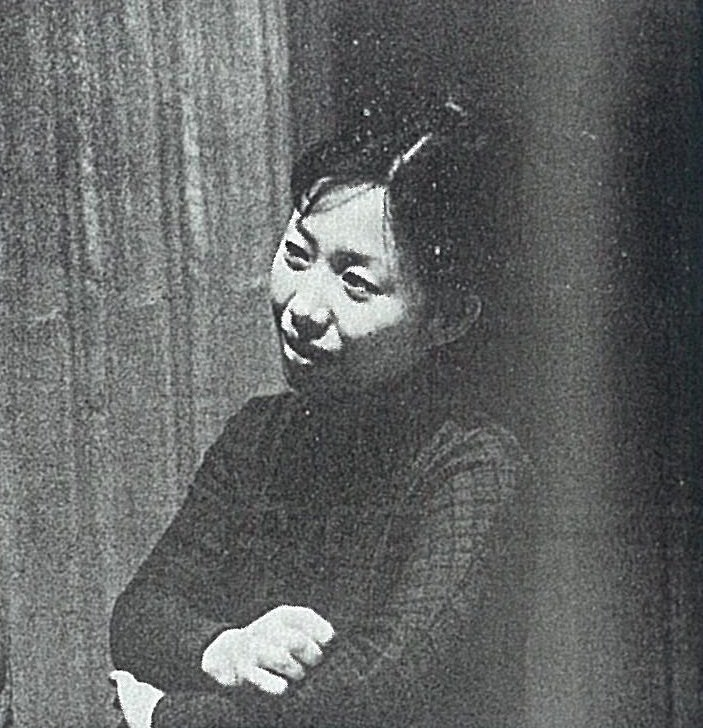
Kyoko Kishida, actrice et doubleuse. Dans "La Femme des sables", elle joue le rôle de la femme.

L'entomologiste Niki Junpei se rend dans une région côtière pour y chercher des insectes spécifiques en bordure de mer. Il rate le dernier bus pour le retour en ville et demande le gîte pour la nuit dans un village à proximité. On l'amène à la maison d'une jeune femme, vivant seule après que son mari et ses enfants ont été tués par une tempête de sable. Sa maison se trouve dans un affaissement au pied d'un écueil où Niki descend par une échelle de corde.
Cette simple et humble femme est chargée par les villageois d'enlever, de sécher et de mettre en sacs du sable afin qu'on puisse le vendre comme composant de béton. Mais enlever du sable sert également à protéger la maison et le village des dunes mouvantes.
Le lendemain Niki, voulant se mettre en route vers sa ville, constate que les villageois ont enlevé l'échelle de corde. Il est prisonnier des villageois et ne peut plus partir puisque la maison est aussi entourée par des dunes de sable mouvant dans lesquelles, s'il essayait de fuir, il périrait. Les villageois demandent qu'il reste chez la femme pour l'aider au travail et se marier avec elle.
Se révoltant, Niki entreprend plusieurs essais de fuite mais il ne réussit pas. Il est obligé de reconnaître que lui et la femme dépendent de l'approvisionnement des villageois. Finalement il se résigne et accepte son sort.
La femme, elle, contrairement à Niki, n'a pas d'aspirations particulières. Ils se rapprochent peu à peu et finissent par une liaison amoureuse. Lorsque la femme attend un enfant, les villageois l'amènent chez un médecin tout en oubliant de retirer l'échelle de corde. Mais alors que Niki pourrait s'enfuir, il préfère attendre le retour de la femme et rester chez elle.

## Fiche technique
- Titre : La Femme des sables
- Titres alternatifs : La Femme des dunes ; La Femme du sable
- Titre original : 砂の女 (Suna no onna?)
- Réalisation : Hiroshi Teshigahara
- Scénario : Kōbō Abe d'après son livre (Prix du Yomiuri en 1962)
- Production : Kiichi Ichikawa et Tadashi Ōno
- Sociétés de production : Tōhō et Teshigahara Productions
- Musique : Tōru Takemitsu
- Photographie : Hiroshi Segawa
- Montage : Fusako Shuzui
- Décors : Tōtetsu Hirakawa et Masao Yamazaki
- Pays d'origine :  Japon
- Langue originale : japonais
- Format : noir et blanc - 1,37:1 - format 35 mm - son mono
- Genre : Drame
- Durées :
  - 123 minutes[1]
  - 147 minutes[2] (métrage : 14 bobines - 4 020 m[3]) (director's cut)
- Dates de sortie :
  - Japon : 15 février 1964[3]
  - France : 30 avril 1964 (festival de Cannes) - 11 novembre 1964 (sortie en salles[4])
  - États-Unis : 25 octobre 1964[1]

## Distribution
- Eiji Okada : l'entomologiste Niki Junpei
- Kyōko Kishida : la femme
- Hiroko Itō : la femme de l'entomologiste (dans les flashbacks)
- Kōji Mitsui
- Sen Yano (ja)
- Ginzō Sekiguchi

## Distinctions
Sauf indication contraire, les informations mentionnées dans cette section peuvent être confirmées par la base de données cinématographiques IMDb,  présente dans la section « Liens externes ».

### Récompenses
- 1964 : prix du jury au festival de Cannes[5]
- 1965 : prix Blue Ribbon du meilleur film et du meilleur réalisateur pour Hiroshi Teshigahara[6]
- 1965 : prix Mainichi du meilleur film et du meilleur réalisateur pour Hiroshi Teshigahara, de la meilleure direction artistique pour Tōtetsu Hirakawa et Masao Yamazaki ainsi que la meilleure musique pour Tōru Takemitsu[7]
- 1965 : prix Kinema Junpō du meilleur film et du meilleur réalisateur pour Hiroshi Teshigahara[8]
- 1967 : Grand prix de l'Union de la critique de cinéma

### Sélections
- 1964 : Palme d'or au festival de Cannes[5]
- 1965 : Oscar du meilleur film en langue étrangère[9]
- 1966 : Oscar du meilleur réalisateur[10]

### Vidéographie
- « Chronique de Max Pol Fouchet sur le livre "La femme des sables" d'Abé Kôbô » (Lectures pour tous (émission de télévision), 7 min 25 s), sur Institut national de l'audiovisuel, 8 mai 1968 (consulté le 13 novembre 2022)